# Бибеево
Бибеево (тат. Бәби) — деревня в Камско-Устьинском районе Татарстана. Входит в Большекляринское сельское поселение.

## Этимология
Топоним произошёл от татарского слова «бәби» (младенец).

## География
Расположена на реке Семга, в 25 км к северо-западу от посёлка городского типа Камское Устье.

## История
Основана в XVII веке предположительно выходцами из села Большие Кляри. В XVIII — первой половине XIX века жители относились к сословию государственных крестьян. Занимались земледелием (в начале XX века земельный надел сельской общины составлял 1001,3 десятины), разведением скота, торговлей. В 1849 в деревне была построена мечеть (закрыта в 1930-х гг.), при которой действовал мектеб. 
В «Списке населенных мест по сведениям 1859 года», изданном в 1866 году, населённый пункт упомянут как казённая деревня Бибеево 1-го стана Тетюшского уезда Казанской губернии. Располагалась при безымянном овраге, по левую сторону Лаишевского торгового тракта, в 38 верстах от уездного города Тетюши и в 14 верстах от становой квартиры в казённом селе Новотроицкое (Сюкеево). В деревне, в 69 дворах проживали 392 человека (196 мужчин и 196 женщины), была мечеть.
В начале XX века, кроме мечети и мектеба, здесь действовали 2 ветряные мельницы, 2 мелочные лавки. До 1920 года деревня входила в Больше-Янасальскую волость Тетюшского уезда Казанской губернии С 1920 года в составе Тетюшского, с 1927 года — Буинского кантонов ТАССР. С 10.08.1930 в Камско-Устьинском, с 01.02.1963 в Тетюшском, с 12.01.1965 в Камско-Устьинском районах.
В 1931 году в деревне был организован колхоз (действовали до 1990-х гг.).

## Население
| 1782 | 1859 | 1882 | 1897 | 1909 | 1920 | 1926 | 1938 | 1949 | 1958 | 1970 | 1979 | 1989 | 2002 | 2010 | 2017 |
| ---- | ---- | ---- | ---- | ---- | ---- | ---- | ---- | ---- | ---- | ---- | ---- | ---- | ---- | ---- | ---- |
| 92   | 392  | 595  | 666  | 734  | 725  | 450  | 277  | 172  | 137  | 114  | 78   | 36   | 20   | 9    | 4    |

Национальный состав села — татары.